# 六浄経
『六浄経』（ろくじょうきょう、巴: Chabbisodhana-sutta, チャッビソーダナ・スッタ）とは、パーリ仏典経蔵中部に収録されている第112経。『設智経』（せっちきょう）とも。
類似の伝統漢訳経典としては、『中阿含経』（大正蔵26）の第187経「説智経」がある。
釈迦が、比丘たちに解脱者が具えているべき見解を説いていく。『六清経』という経名は、その見解のテーマが6種類に分かれることに因む。

## 構成

### 登場人物
- 釈迦

### 場面設定
ある時、釈迦はサーヴァッティー（舎衛城）のアナータピンディカ園（祇園精舎）に滞在していた。
釈迦は比丘たちに、解脱者（覚者）が具えているべき見解として、四柱、五蘊、六界、六処、十善戒、四禅といったテーマ別に述べていく。
比丘たちは歓喜する。

## 日本語訳
- 『南伝大蔵経・経蔵・中部経典4』（第11巻下） 大蔵出版
- 『パーリ仏典 中部（マッジマニカーヤ）後分五十経篇I』 片山一良訳 大蔵出版
- 『原始仏典 中部経典4』（第7巻） 中村元監修 春秋社